# تشارلز إي. سيباستيان
تشارلز إي. سيباستيان (بالإنجليزية: Charles E. Sebastian)‏ هو سياسي أمريكي، ولد في 30 مارس 1873 في فارمنغتون في الولايات المتحدة، وتوفي في 17 أبريل 1929 في لوس أنجلوس في الولايات المتحدة. حزبياً، نشط في الحزب الديمقراطي. وقد انتخب عمدة لوس أنجلوس ‏ (1 يوليو 1915 – 2 سبتمبر 1916).